# Pomadasys guoraca
Pomadasys guoraca es una especie de peces de la familia Haemulidae en el orden de los Perciformes.

## Morfología
• Los machos pueden llegar alcanzar los 46 cm de longitud total.

## Distribución geográfica
Se encuentra desde el África Oriental hasta las Filipinas.